# Francisco Bores
Francisco Bores López (Madrid, el 5 de mayo de 1898 - París, 10 de mayo de 1972) fue un pintor español de la llamada nueva Escuela de París.

## Biografía
Su formación artística tuvo origen tanto en la academia de pintura de Cecilio Pla, donde conoció a Pancho Cossío, Manuel Ángeles Ortiz o Joaquín Peinado, como en las tertulias literarias madrileñas afines al ultraísmo. 
En esta época realiza grabados y xilografías para un gran número de revistas como son Horizonte, Cruz y Raya, Índice, Revista de Occidente. En 1922 participa en la Exposición Nacional de Bellas Artes.
En 1925 participa en la primera exposición de la Sociedad de Artistas Ibéricos. El escaso éxito de esta exposición le empuja a ir a París. En esta ciudad comparte estudio con el pintor español Pancho Cossío y conoce también a Picasso y Juan Gris.
En 1927 celebra su primera exposición individual en París. A partir de este momento Bores se integra en el ambiente artístico parisino donde va a vivir prácticamente toda su vida.
En 1928 primera exposición en una galería de Estados Unidos, en 1930 vuelve a exponer, dentro de una exposición colectiva en el Museo de Arte Moderno de Nueva York.
En los años siguientes sigue exponiendo en diferentes galerías de París, como son la Galería Georges Petit, la Galería Bernheim y la Galería Vavin Raspail. Participa también en varias exposiciones colectivas destacando la Exposición de Arte Español Contemporáneo en el Museo de Jeu de Paume de París , también ilustra libros y revistas de arte como Minotauro.
Contratos con la Galerías Zwemmer de Londres y Galerie Simon de París.
Exposiciones en Estados Unidos, en la Buchholz Gallery de Nueva York.
Pasa la Segunda Guerra Mundial en San Juan de Luz donde reanuda la amistad con Matisse.
En 1947 el Estado francés adquiere, por primera vez, una obra de Bores, en 1949 será el Museo de Arte Moderno de Nueva York el que adquiera sus cuadros.
Se reanuda su actividad expositiva por toda Europa: Francia, Alemania, Dinamarca, Italia.
Destaca su inclusión en los pintores de la Galería Louis Carré una de las más prestigiosas de París, y por tanto del mundo, en aquellos años (1954).
Continúa, esporádicamente, ilustrando libros (cinco linograbados "El Llanto por la muerte de Ignacio Sánchez Mejias" de Federico García Lorca, litografías para ilustrar las obras completas de Albert Camus publicadas por la Imprimerie nationale francesa en 1962).
En 1969 expone en la Galería Theo de Madrid lo que supone su aproximación al público español que, prácticamente, desconocía su obra salvo en los círculos profesionales donde, en cambio, era muy apreciada.
En 1971 vuelve a exponer en esta misma Galería Theo, falleciendo en París en 1972.
En la obra de Bores el crítico Joaquín de la Puente señala varias épocas:
- Clasicismo renovado (1923-1925)
- Neo cubismo (1925-1929)
- Pintura-Fruta (1929-1933)
- Escenas de interior (1934-1949)
- Estilo en blanco (1949-1969)

## Exposiciones y museos

### Exposiciones
- Ateneo de Madrid, 1922
- Galerie Georges Bernheim, París 1931
- Galerie Vavin-Raspail, París, 1933
- Zwemmer Gallery, Londres 1935
- Buchholz Gallery, Nueva York 1939
- Galerie de France, París 1949
- Galerie Louis Carré, París 1954
- Svensk-Franska konstgalleriet, Estocolmo 1954
- Galerie Louis Carré, París 1956
- Albert Loeb gallery, Nueva York 1960
- Galerie Louis Carré, París 1962
- Galerie Villand et Galanis, París 1966
- Galería Theo, Madrid, noviembre de 1971
- Museo Casa de los Tiros, Granada, Marzo 2024

### Museos
- Musée de Grenoble, Francia
- Musée d'Art moderne de la Ville de París
- Musée national d'Art moderne - Centre Georges Pompidou, París
- Museo Nacional Centro de Arte Reina Sofía, Madrid - Donación Bores
- Museo de Bellas Artes, Bilbao - España
- Kunsthaus Zürich – Suiza
- Wadsworth Atheneum, Hartford, Connecticut - EE. UU
- Fundación Santander Central Hispano, Madrid - España
- Scottish National Gallery of Modern Art, Edimburgo – Escocia
- Institut Valenciá d'Art Modern, Generalitat Valenciana – España
- Moderna Museet, Estocolmo – Suecia
- The Museum of Modern Art, MoMA, Nueva York
- Fundación Arte y Tecnología, Telefónica, Madrid

Retrospectivas y antologías:
- Musée d'Histoire et d'Art, Luxemburgo, Francisco Borès Rétrospective, febrero - marzo de 1976.
- Salas de exposiciones de la Dirección General del Patrimonio Artístico y Cultural, Madrid, Francisco Bores 1898-1972. Exposición Antológica, octubre-diciembre 1976